# Lloctinent de Catalunya

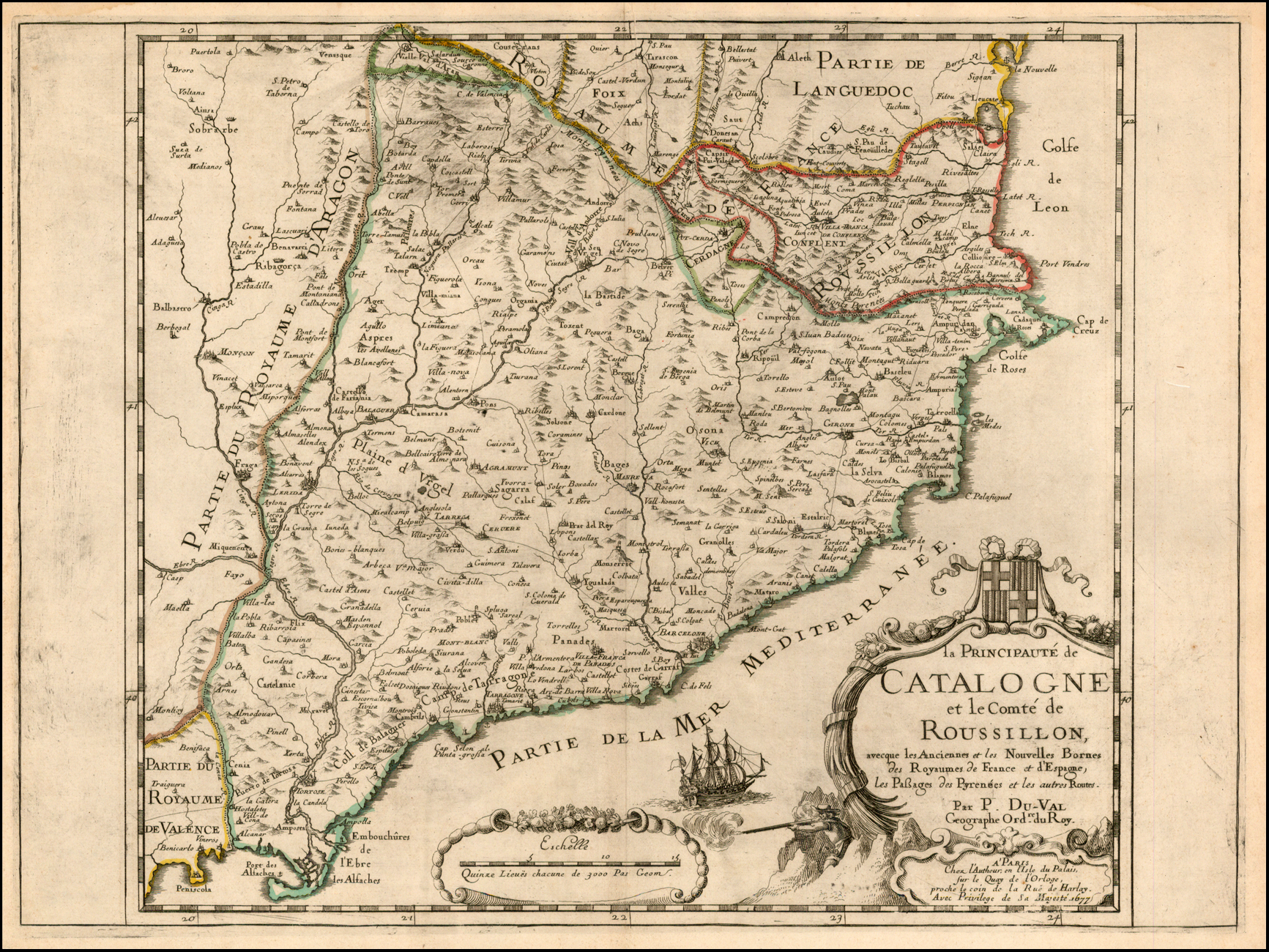
Mapa del Principat de Catalunya del.

El lloctinent o virrei de Catalunya era el representant del rei al Principat durant els segles xiii, xiv, xv, xvi i xvii. La figura consolidada del lloctinent general es donà sobretot els segles xvi i xvii. Per entendre la seva naturalesa cal tenir present que les Constitucions catalanes el regularen no com un «ofici creat en Corts, sinó càrrec» delegat a una persona de la confiança del rei de torn. Legalment, doncs, no era un oficial l'autoritat del qual nasqués d'un pacte legal entre el rei i els braços de les Corts. La seva autoritat partia només de la voluntat personal del rei que li delegava. De fet, era molt semblant a un procurador general. En els primers temps de virreis regulars, els catalans volgueren remarcar-ne un sobreentès caràcter de provisionalitat (com si recordessin al rei que el govern del país l'havia d'exercir ell directament), però la realitat continuada del càrrec a la pràctica va acabar normalitzant la institució. De fet havia de rebre el mateix tractament que ell, així que seia a la cadira reial i, en principi, se li retien els mateixos honors.

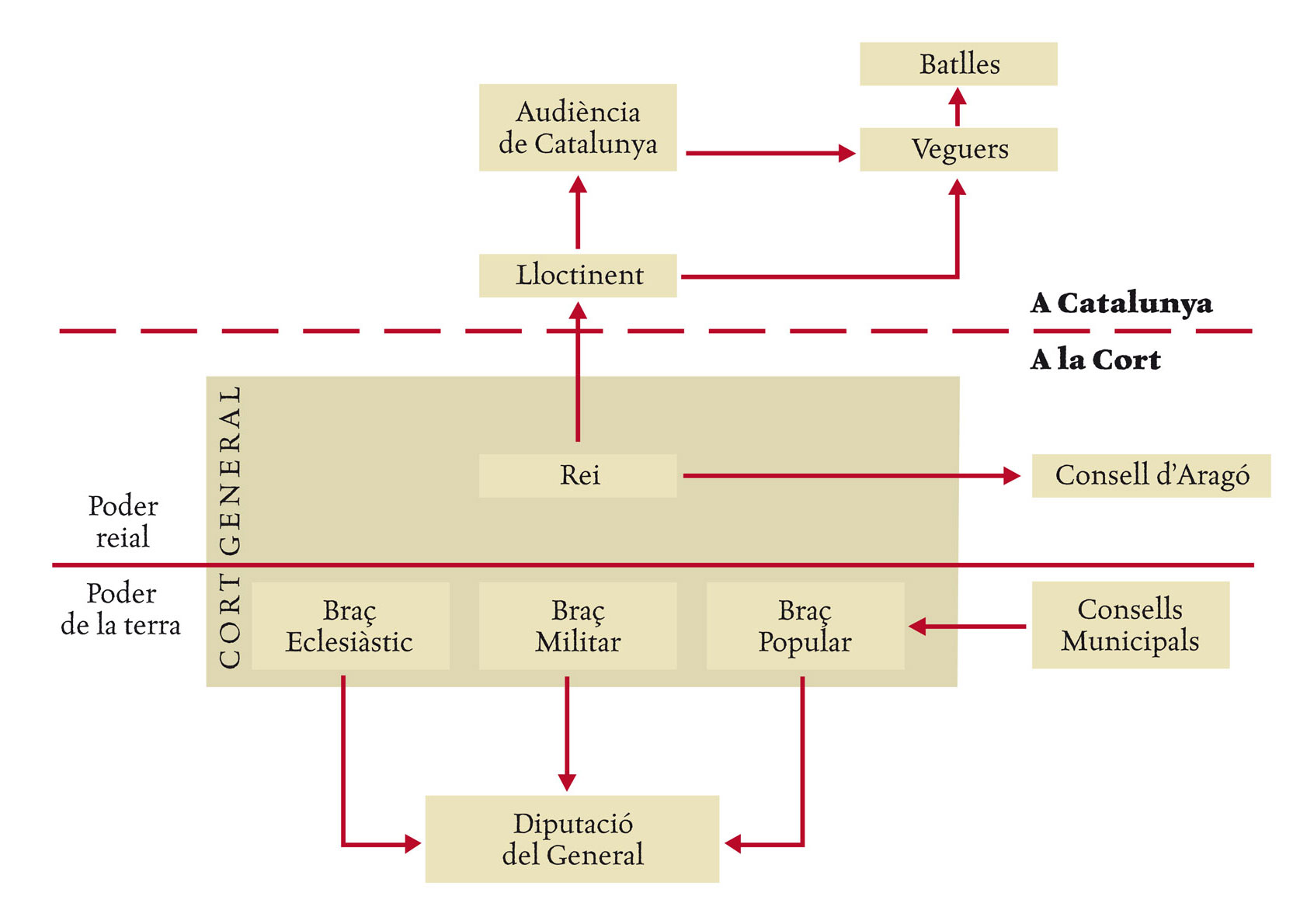
Esquema del sistema constitucional català.

Si el rei ja estava obligat a complir les lleis catalanes, molt més hi estava el seu lloctinent. Assumia, doncs, la facultat de governar Catalunya com a alter nos del rei, però sempre dins dels límits d'aquestes lleis. La constitució núm. 12 del 1481 permetia que el lloctinent pogués ser estranger, ja que al no ser un càrrec del país hom no objectava res en contra de la voluntat reial mentre la persona triada respectés la llei.
La vigència del seu poder estava directament vinculada a la presència del rei, així que quedava inhabilitat automàticament quan el rei entrava a Catalunya, o quan el rei moria. Aquests rigorós principi no sempre fou ben rebut, ja que quan es moria el rei i l'hereu encara no havia estat reconegut rei (no ho era fins que jurava les Constitucions) no hi havia lloctinent. En aquests casos, legalment l'autoritat més alta del Principat era assumida pel següent magistrat més important: el portantveus de general governador, una situació que s'anomenava vice regia. Malgrat tot, a la pràctica les institucions catalanes acabaren fent els ulls grossos quan es va donar aquesta situació (el 1700 quan va morir Carles II, per exemple). En condicions normals el rei li delegava el poder durant tres anys (o cinc en algun cas); passat aquest període si no s'havia rebut una pròrroga també entrava en vigor la vice regia del portantveus. Si el lloctinent marxava de Catalunya (o en aquells moments en què hi hagué enfrontaments) s'anomenava temporalment un lloctinent ad interim fins que tornés el titular o se'n nomenés un de nou. L'interí acostumava a ser un magnat català.
Si algun cop el lloctinent havia de fer una escapada per anar a perseguir algun bandoler que ja s'havia fet massa important, anaven amb ell també el regent la cancelleria, alguns jutges de la Reial Audiència (per sentenciar les causes criminals) i l'advocat fiscal. Habitualment, però, vivia a Barcelona. Tot i que extraordinàriament podia fer un trasllat general establint-se a un altre lloc i enduent-se amb ell tota l'administració reial sencera, incloent tota la Reial Audiència.
Pel que fa a les competències en principi: «el lloctinent general pot fer, entre nosaltres, tot allò que pot fer el Senyor Rei, llevat de les coses que pels drets del país i per costum dels antics no es poden separar de la reial persona». Per tant, hi havia certes facultats que un lloctinent no tenia. De fet, sovint el mateix rei contradeia l'autoritat del propi lloctinent quan li enviava una ordre contrària a les accions que ja havia executat. La primera gran limitació era que el lloctinent no podia convocar ni presidir la Cort de Catalunya, ja que legislar era una facultat exclusiva dels braços i el rei. Ell era qui nomenava als cancellers, als tresorers o als advocats fiscals. En canvi, podia promulgar la normativa inferior referent a les finances municipals, o al codi penal de l'època que era la Crida del llibret (en aquest segon cas alguns cops el lloctinent sobrepassà les lleis superiors fet que va generar els greuges habituals).
Percebia un sou i certes "ajudes de cost", que es pagaven de les rendes del patrimoni reial a Catalunya (tot i que en algunes ocasions els diners vingueren de fora a causa de la migradesa d'aquest fisc). Tot i que no havia de purgar taula (com sí que havien de fer la resta de funcionaris reials) el lloctinent no estava sotmès a l'obligació d'admetre la visita. Però el càrrec sí que estava rigorosament vigilat per les institucions de la terra, com la Diputació, així que les contrafaccions que cometia eren denunciades a la Reial Audiència (o en els últims anys d'independència: davant del Tribunal de Contrafaccions) a través dels procediments constitucionals de la «poc valria», gràcies als quals llurs actes podien ser anul·lats i fins i tot se li imposava pagar una indemnització. És cert, però, que a la pràctica només s'actuava contra lloctinents que ja havien estat cessats, fet que no ha d'estranyar, ja que ells mateixos presidien la mateixa Audiència.

## Història

### Orígens
Durant la dinastia del Casal de Barcelona, el lloctinent era normalment l'hereu al tron o la reina consort, i només era intitulat com a delegació del poder reial quan el monarca es trobava fora del regne. En el moment que el rei entrava al regne, aquesta delegació deixava de tenir vigència automàticament. Així doncs, era un càrrec de curta durada i només emprat en moments extraordinaris. En aquesta època la lloctinència havia de recaure en una persona de sang reial.

### Formalització del càrrec
Les coses van canviar amb l'entronització de la dinastia castellana dels Trastàmara. Exceptuant el primer rei (Ferran I), els dos monarques següents van necessitar contínuament un lloctinent ja fos per les estades fora del Principat (en el cas d'Alfons el Magnànim) o pels continus intents de sublevació (en el cas de Joan el Gran). El rei Ferran el Catòlic institucionalitzà el càrrec en la persona del seu cosí l'infant Enric d'Aragó, anomenat Infant Fortuna, el 1479, ja que ell posseïa diversos estats arreu d'Europa i no els podria governar tots in situ.

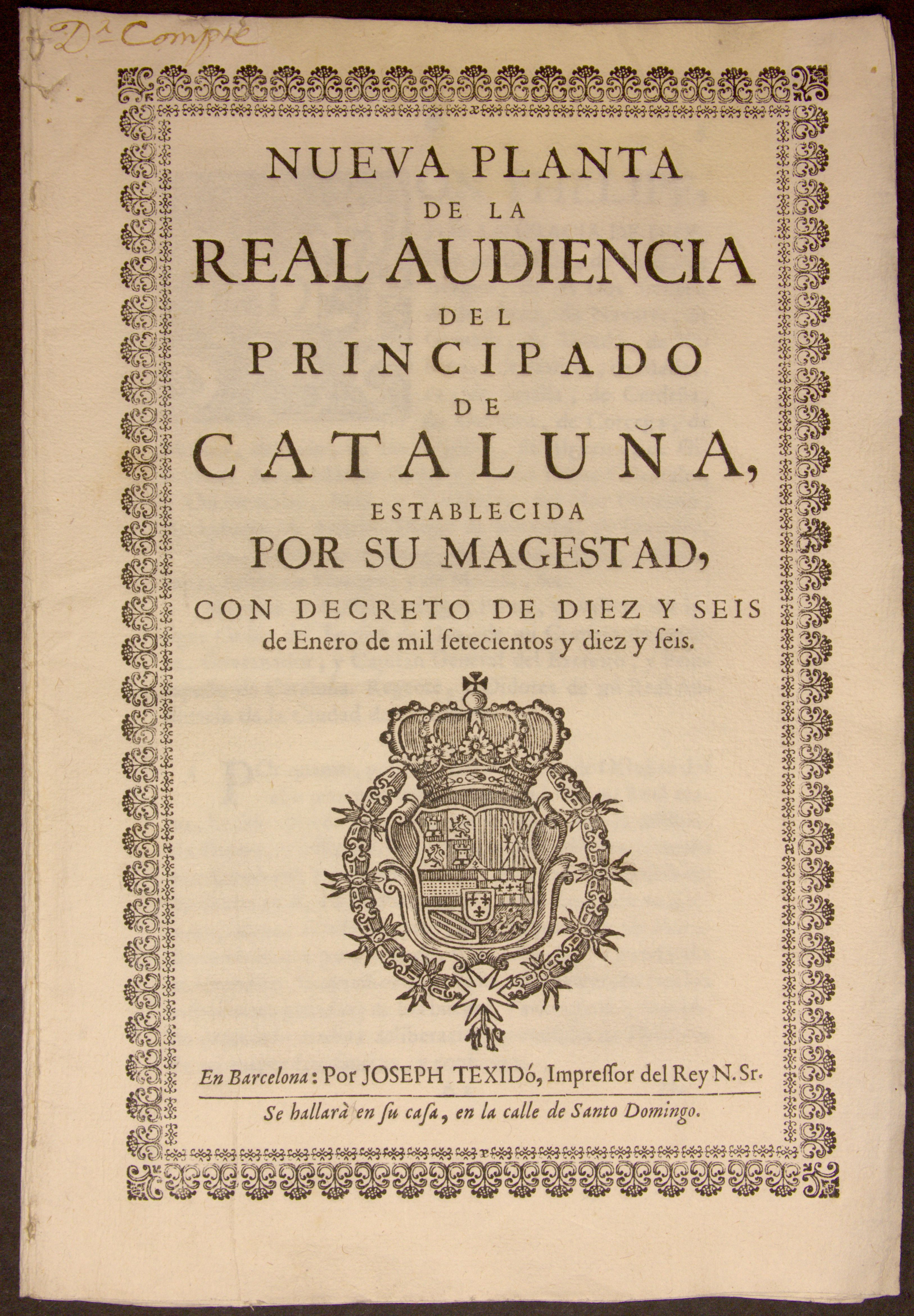
El Decret de Nova Planta va suprimir el càrrec de lloctinent del rei a Catalunya.

Aquestes vacants reials s'anaren normalitzant i es feren permanents amb la següent dinastia dels Habsburg a partir del 1521, els quals posaren al capdavant de cada un dels seus estats un virrei que governava en el seu nom. Malgrat que la voluntat del rei sempre fou que els seus virreis tinguessin exactament els mateixos poders que ell tenia, les lleis generals de cada regne ho impediren sempre durant els regnats dels àustries, molt especialment a Catalunya. Aquests virreis no tenien la mateixa consideració ni poder que els lloctinents de la família reial que hi havia hagut durant l'edat mitjana. Un cop consolidat el càrrec, durant els segles xvi i xvii el lloctinent fou sempre un noble o un alt eclesiàstic que feia d'executor de les ordres del monarca al Principat. La majoria de les vegades el càrrec va recaure en membres de la jerarquia castellana, i algun cop en algun alt aristòcrata català o d'origen català. La voluntat cada cop més absolutista dels monarques, exacerbada per l'ambient autoritari de la jerarquia castellana, feu que cada cop més els lloctinents intentessin ignorar la legislació catalana. Cada cop es convocaren menys Corts, i de fet al segle xvii pràcticament no se'n va convocar cap.
El càrrec desaparegué a la fi de la Guerra de Successió, juntament amb les lleis i institucions del Principat de Catalunya i la resta de la Corona d'Aragó. El Decret de Nova Planta de 1716 va substituir el virrei pel nou capità general, un militar de carrera.

## El nom
El terme s'esmenta ja al segle xiv a un document en llatí de Pere Terç (1381). A mitjans de segle xvi en l'ús vulgar es va generalitzar el mot virrei, derivat del mot català "visrei" ja emprat almenys al segle xv, que va acabar per substituir totalment el de lloctinent. Del català va acabar passant al castellà "visorey" En els documents catalans en llatí del segle xv (1428) s'emprava el terme "vice rex" o "prorex". No obstant això, en l'àmbit oficial sempre fou anomenat lloctinent general (o "locumtenens generalis").

## Llista de lloctinents de Catalunya

### Regnat d'Alfons II(1285-1291)
- 1285 — 1296: Pere d'Aragó i de Sicília, infant d'Aragó

### Regnat dePere III(1336-1387)
- 1354 — 1356: Pere d'Aragó i d'Anjou, infant d'Aragó, comte de Ribagorça i de Prades
- 1363 — 1387: Joan d'Aragó i de Sicília, duc de Girona i futur rei Joan I

### Regnat deJoan I(1387-1396)
- 1387 — 1396: Martí d'Aragó i de Sicília, infant d'Aragó i duc de Montblanc, futur rei Martí I

### Regnat deMartí I(1396-1410)
- 1407 — 1410: Jaume d'Aragó i Montferrat, comte d'Urgell

### Regnat d'Alfons IV(1416-1458)
- 1416-?: Joan d'Aragó i d'Albuquerque, infant d'Aragó, duc de Montblanc i futur rei Joan II
- 1420 — 1423: Maria de Castella i Lancaster, reina consort d'Aragó
- 1432 — 1453: Maria de Castella i Lancaster, reina consort d'Aragó (2a vegada)
- 1453 — 1454: Galceran de Requesens i de Santacoloma
- 1454 — 1458: Joan d'Aragó i d'Albuquerque, infant d'Aragó, duc de Montblanc, rei consort de Navarra i futur rei Joan II (2a vegada)

### Regnat deJoan II(1458-1462)
- 1461: Carles d'Aragó i d'Évreux, príncep de Viana
- 1461 — 1462: Joana Enríquez i Fernández de Córdoba, reina consort d'Aragó (en nom de l'infant Ferran, príncep de Girona, futur rei Ferran II)

### Guerra civil catalana(1462-1472)
- Lloctinents de Joan II:
- 1462 — 1468: Joana Enríquez i Fernández de Córdoba, reina consort d'Aragó (en nom de l'infant Ferran, príncep de Girona, futur rei Ferran II)
- 1468 — 1472: Ferran d'Aragó i Enríquez, príncep de Girona i futur rei Ferran II

-Lloctinents dels monarques proclamats per la Diputació del General de Catalunya:
- 1462 — 1464: Joan de Beaumont, lloctinent d'Enric I, rei de Castella
- 1464 — 1466: títol vacant sota Pere IV, conestable de Portugal
- 1466 — 1470: Joan d'Anjou i de Lorena, lloctinent de Renat I, duc d'Anjou i comte de Provença, i fill seu
- 1470 — 1472: Joan de Calàbria, lloctinent de Renat I, duc d'Anjou i comte de Provença, i net seu

### Regnat deJoan II(1472-1479)
- 1472 — 1479: Ferran d'Aragó i Enríquez, príncep de Girona i futur rei Ferran II

### Regnat deFerran II(1479-1516)
- 1479 — 1493: Enric d'Aragó i de Pimentel, dit l'Infant Fortuna, duc de Sogorb i comte d'Empúries
- 1493 — 1495: Joan de Lanuza
- 1495 — 1496: Juan Fernández de Heredia
- 1496 — 1501:  Joan d'Aragó, duc de Luna, comte de Ribagorça i castellà d'Amposta
- 1501 — 1514: Jaume de Luna
- 1514 — 1520: Alfons d'Aragó i Roig d'Ivorra, arquebisbe de Saragossa

### Regnat deCarles I Habsburg(1516-1556)
- 1521 — 1523: Pere de Cardona, arquebisbe de Tarragona i bisbe d'Urgell
- 1523 — 1525: Antonio de Zúñiga y Guzmán, prior de l'Orde de Sant Joan de Jerusalem a Castella
- 1525 — 1539: Fadrique de Portugal i de Noronha, bisbe de Sigüenza
- 1539 — 1543: Sant Francesc de Borja, marquès de Llombai i duc de Gandia
- 1543 — 1553: Juan Fernández-Manrique de Lara y Pimentel, marquès d'Aguilar de Campoo
- 1554 — 1558: Pedro Afán Enríquez de Ribera y Portocarrero, duc d'Alcalá de los Gazules

### Regnat deFelip II(1556-1598)
- 1558 — 1564: García Álvarez de Toledo y Pimentel-Osorio, marquès de Villafranca del Bierzo
- 1564 — 1571: Diego Hurtado de Mendoza y de la Cerda, duc de Francavilla i príncep de Melito.
- 1571 — 1580: Fernando de Toledo, Gran prior de l'orde de l'Hospital a Castella
- 1580 — 1581: Francesc de Montcada i Folc de Cardona, marquès d'Aitona
- 1581 — 1582: Carles d'Aragó i Tagliavia, príncep de Castelvetrano i duc de Terranova
- 1583 — 1586: Juan de Zúñiga-Avellaneda y Bazán, comte de Miranda del Castañar
- 1586 — 1590: Manrique de Lara y Girón, comte de València de Don Joan
- 1590 — 1592: Pere Lluís Galceran de Borja i de Castre-Pinós, mestre de Montesa i marquès de Navarrés
- 1592 — 1596: Bernardino de Cárdenas y Portugal, duc de Maqueda
- 1596 — 1602: Lorenzo Suárez de Figueroa y Córdoba, duc de Feria

### Regnat deFelip III(1598-1621)
- 1602 — 1603: Joan Terès i Borrull, arquebisbe de Tarragona
- 1603 — 1610: Hèctor de Pignatelli i Colonna, duc de Monteleon
- 1611: Pedro Manrique, bisbe de Tortosa
- 1611 — 1615: Francisco Hurtado de Mendoza y Cárdenas, marquès d'Almazan
- 1615 — 1619: Francisco Fernández de la Cueva, duc d'Alburquerque
- 1619 — 1622: Fernando Afán de Ribera y Enríquez, duc d'Alcalà

### Regnat deFelip IV(1621-1640)
- 1622 — 1626: Joan Sentís i Sunyer, bisbe de Barcelona (interí)
- 1626 — 1627: Luís Díez de Aux de Armendáriz, bisbe d'Urgell (interí)
- 1627 — 1629: Miguel de los Santos de San Pedro, bisbe de Solsona
- 1629 — 1630: Gómez Suárez Figueroa y Córdoba, duc de Feria
- 1630 — 1632: Enric d'Aragó Folc de Cardona i Córdoba, duc de Sogorb
- 1632 — 1633: Ferran d'Habsburg, cardenal i infant d'Espanya
- 1633 — 1638: Enric d'Aragó Folc de Cardona i Córdoba, duc de Sogorb (2a vegada)
- 1638 — 1640: Dalmau de Queralt i Codina, comte de Santa Coloma

### Guerra dels Segadors(1640-1652)
| Lloctinents de Felip III | Lloctinents dels reis de França |
| --- | --- |
| 1640: Enric d'Aragó Folc, duc de Sogorb i comte d'Empúries (interí) (3a vegada) 1640: Garcia Gil de Manrique y Maldonado, bisbe de Barcelona i president de la Generalitat 1640 — 1641: Pedro Fajardo de Zúñiga y Requesens, marquès de los Vélez | 1641 — 1642: Urbain de Maillé, lloctinent de Lluís I |
| 1641: Federico Colonna 1641: Juan Ramírez de Arellano, marquès consort de la Hinojosa 1642 — 1643: Pere Antoni d'Aragó Folc de Cardona i Còrdova 1643 —1644: Felipe de Silva 1644 — 1645: Andrea Cantelmo.                                        | 1642 — 1645: Philippe de La Mothe-Houdancourt, lloctinent de Lluís I                                                                                           |
| 1645 — 1647: Diego Mesía Felípez de Guzmán, marquès de Leganés | 1645 — 1647: Henri Harcourt de Lorena, lloctinent de Lluís II                                                                                                  |
| 1647 — 1648: Guillem Ramon de Montcada i Castre, marquès d'Aitona | 1647: Lluís II de Borbó-Condé, príncep de Condé i lloctinent de Lluís II 1647 — 1648: Michele Mazzarino, germà del Cardenal Mazzarino i lloctinent de Lluís II |
| 1648 — 1650: Juan de Garay Otañez | 1648: Charles de Schomberg lloctinent de Lluís II 1649 — 1651: Lluís de Borbó-Vendôme, duc de Mercoeur i Vendôme i lloctinent de Lluís II                      |
| 1650 — 1652: Francisco de Orozco, marquès de Mortara | 1651: Ferdinand de Marchin, lloctinent de Lluís II (nomenat, no exercí)                                                                                        |
| | 1651 — 1652: Philippe de La Mothe-Houdancourt, lloctinent de Lluís II (2a vegada)                                                                              |
| | 1654 — 1657: Armand de Borbó-Conti, lloctinent de Lluís II |
| | 1659: Josep de Margarit i de Biure, lloctinent de Lluís II |

### Regnat deFelip IV(1652— 1665)
- 1652: Francisco de Orozco, marquès de Mortara
- 1653 — 1656: Joan Josep d'Àustria, infant d'Espanya
- 1656 — 1663: Francisco de Orozco, marquès de Mortara (2n cop)
- 1663 — 1664: Francisco de Moura Corte-Real, marquès de Castel Rodrigo
- 1664 — 1667: Vincenzo Gonzaga e Doria

### Regnat deCarles II(1665-1700)
- 1667 — 1669: Gaspar Téllez-Girón y Gómez de Sandoval, duc d'Osuna i Uceda, marquès de Peñafiel
- 1669 — 1673: Francisco Fernández de Cordoba Cardona y Aragón, duc de Sessa
- 1673 — 1675: Francisco de Tutavila y del Rufo, duc de Sant Germà
- 1675 — 1676: Juan Antonio Pacheco Osorio Toledo y de la Cueva, marquès de Cerralbo i de Sant Llorenç
- 1676 — 1677: Alexandre Farnese, príncep de Parma
- 1677 — 1678: Juan Domingo de Zúñiga y Fonseca, comte de Monterrei
- 1678: Diego Dávila Mesía y Guzmán, marquès de Leganés (interí)
- 1678 — 1684: Alexandre de Bournonville, duc de Bournonville
- 1685 — 1688: Diego Dávila Mesía y Guzmán, marquès de Leganés
- 1688: Juan Tomás Enríquez de Cabrera y Ponce de León, comte de Melgar
- 1688 — 1690: Carlos de Gurrea Aragón y de Borja, duc de Vilafermosa
- 1690 — 1693: Juan Clarós Pérez de Guzmán y Fernández de Córdoba, XI duc de Medina Sidonia
- 1693 — 1694: Juan Manuel Fernández Pacheco-Cabrera de Bobadilla y de Zúñiga, marquès de Villena i duc d'Escalona
- 1694 — 1696: Francisco Antonio de Agurto, marquès de Gastañaga
- 1696 — 1697: Francisco Antonio Fernández de Velasco y Tovar, duc de Velasco
- 1697 — 1698: Diego Hurtado de Mendoza y Sandoval, comte de la Corzana
- 1698 — 1701: Georg von Hessen-Darmstadt, landgrave de Hessen-Darmstadt (príncep Jordi)

### Guerra de Successió(1700-1714)
| Lloctinents de Felip V d'Anjou                                                       | Lloctinents de Carles d'Àustria |
| ------------------------------------------------------------------------------------ | --- |
| 1701 — 1703: Luis Fernández de Portocarrero, comte de Palma                          | |
| 1703 — 1705: Francisco Antonio Fernández de Velasco y Tovar, duc de Velasco (2n cop) | |
| 1705: José Antonio de Mendoza Caamaño y Sotomayor, marquès de Villagarcía            | 1706 - 1710: Leo d'Ulfeldt, comte d'Ulfeldt |
| 1705 — 1713: François Bidal d'Asfeld                                                 | 1711 — 1713: Elisabet Cristina de Brunsvic-Wolfenbüttel, reina consort d'Aragó i emperadriu romanogermànica 1713: Guido Wald Rüdiger, comte d'Starhemberg |